# غاري كوهن (معلق رياضي)
غاري كوهن (بالإنجليزية: Gary Cohen)‏ هو معلق رياضي أمريكي، ولد في 29 أبريل 1958 في كوينز في الولايات المتحدة.